# 鄭猷宜
鄭猷宣（?—?），福建省長樂縣人，清朝政治人物、進士出身。
光緒三十年，會試第38名；殿試登進士三甲第123名，后分發為知縣。